# Neivamyrmex radoszkowskii
Neivamyrmex radoszkowskii es una especie de hormiga guerrera del género Neivamyrmex, subfamilia Dorylinae. 

## Distribución
Esta especie se encuentra en Costa Rica, Guatemala, México y Perú.